# ماري برينان
ماري برينان (بالإنجليزية: Marie Brennan)‏ (1980، دالاس في الولايات المتحدة)؛ كاتِبة وروائية أمريكية.